# 缅甸猫蛛
缅甸猫蛛（学名：Oxyopes birmanicus）为猫蛛科猫蛛属的动物。分布于印度、中国至苏门达腊以及中国大陆的西藏、福建、海南、云南等地，多栖息于草丛。该物种的模式产地在印度。